# Окунеево
Окуне́ево — село в Зырянском районе Томской области России. Входит в состав Михайловского сельского поселения.

## География
Село находится в юго-восточной части Томской области, недалеко от правого берега реки Кия, среди ряда проток и мелких озёр. 

### Часовой пояс
Село Окунеево, как и вся Томская область, находится в часовой зоне МСК+4. Смещение применяемого времени относительно UTC составляет +7:00.

## Население
| 1926 | 2002 | 2010 | 2012 | 2013 | 2014 | 2015 |
| ---- | ---- | ---- | ---- | ---- | ---- | ---- |
| 1230 | ↘358 | ↘271 | ↘266 | ↗275 | ↘269 | ↘256 |
| 2016 | 2021 |      |      |      |      |      |
| ↘250 | ↘182 |      |      |      |      |      |

## Экономика
Основа местной экономической жизни — сельское хозяйство и розничная торговля.

## Инфраструктура
В посёлке функционируют основная общеобразовательная школа, дом культуры, фельдшерско-акушерский пункт и библиотека.

## Известные уроженцы
- Пакилев, Георгий Николаевич (1922—2008) — советский военачальник, генерал-полковник авиации. Заслуженный военный лётчик СССР.
- Смирнов, Василий Иванович (1914—1944) — советский военнослужащий, майор, Герой Советского Союза.